# Sebastiscus albofasciatus
Sebastiscus albofasciatus är en fiskart som först beskrevs av Lacepède 1802.  Sebastiscus albofasciatus ingår i släktet Sebastiscus och familjen kungsfiskar. Inga underarter finns listade i Catalogue of Life.